# 大崩壞
《大崩壞：人類社會的明天？》或译作《崩溃：社会如何选择成败兴亡》（英語：Collapse: How Societies Choose to Fail or Succeed）是加州大學地理系教授賈德·戴蒙（Jared Diamond，1937年9月10日－）2005年的著作（ISBN 0143036556）。

## 五点理论
贾德·梅森·戴蒙在這本作品中阐明五点因素导致社會崩壞，
- 生态环境的破坏
- 气候转变
- 强邻威胁
- 友邦的支持
- 该文明面对上述问题的应变力

戴蒙寫作本書，是要讀者從歷史汲取教訓。

## 大綱
该书分為四個部份：
- 第一部份描述美國蒙大拿州的環境，以幾個人的生活為焦點，講述社會與環境的關係。
- 第二部份描述過去己崩潰的社會。戴蒙在考慮社會的崩壞時，使用一個由五組影響一固社會前景的因素合成的框架，包括：環境破壞，氣候轉變，敵對族群，貿易沒落和社會對環境問題的反應。戴蒙描述的社會為：
  - 復活節島（一個完全因環境破壞而崩潰的社會）
  - 皮特凱恩島的玻里尼西亞人（環境破壞及失去貿易伙伴）
  - 美國西南部的阿納薩齊人（環境破壞和氣候轉變）
  - 中美洲的馬雅人（環境破壞，氣候轉變和敵對族群）
  - 格陵蘭的諾爾斯人，他們的社會崩壞干涉所有五個因素，包括最後一個（面對社會崩壞仍不願改變）
  - 最後戴蒙探討三個成功的例子：
    - 太平洋的小島蒂蔻皮亞島
    - 新畿內亞中部成功的農業
    - 日本德川時代的林業管理
- 第三部分描述現代社會：
  - 盧安達的種族屠殺（人口悲劇）
  - 多明尼加與海地（兩個國家間環境政策的對比）
  - 中華人民共和國（第三世界國家發展所帶來的環境問題）
  - 澳洲（第一世界的環境問題）
- 第四部分為總結，並指出群體政策、大企業、人類三者與環境之間的關係。

## 外部連結
- A review in The New Yorker（页面存档备份，存于）
- The first chapter（页面存档备份，存于）
- Tokugawa Shoguns vs. Consumer Democracy（页面存档备份，存于）: Diamond interview on the subjects raised in the book with NPQ, Spring 2005, concentrating on the intersection of politics and environmentalism. One observation by Professor Diamond:

"The historical record, at least, shows no general case for either democracy or dictatorship in terms of curbing environmental damage. The Tokugawa Shoguns made a good decision; the ruling kings of the Maya failed to take action."
- How Societies Fail-And Sometimes Succeed seminar given in June 2005 at the Long Now Foundation
- Jennifer Marohasy, "Australia's Environment: Undergoing Renewal, Not Collapse", Energy and Environment 16 (2005) (review; PDF file)
- Smith, Richard A. . Ecological Economics. 2005, 55 (2): 294–306  [2006-06-29]. （原始内容存档于2008-01-24）.